# Іво Малець

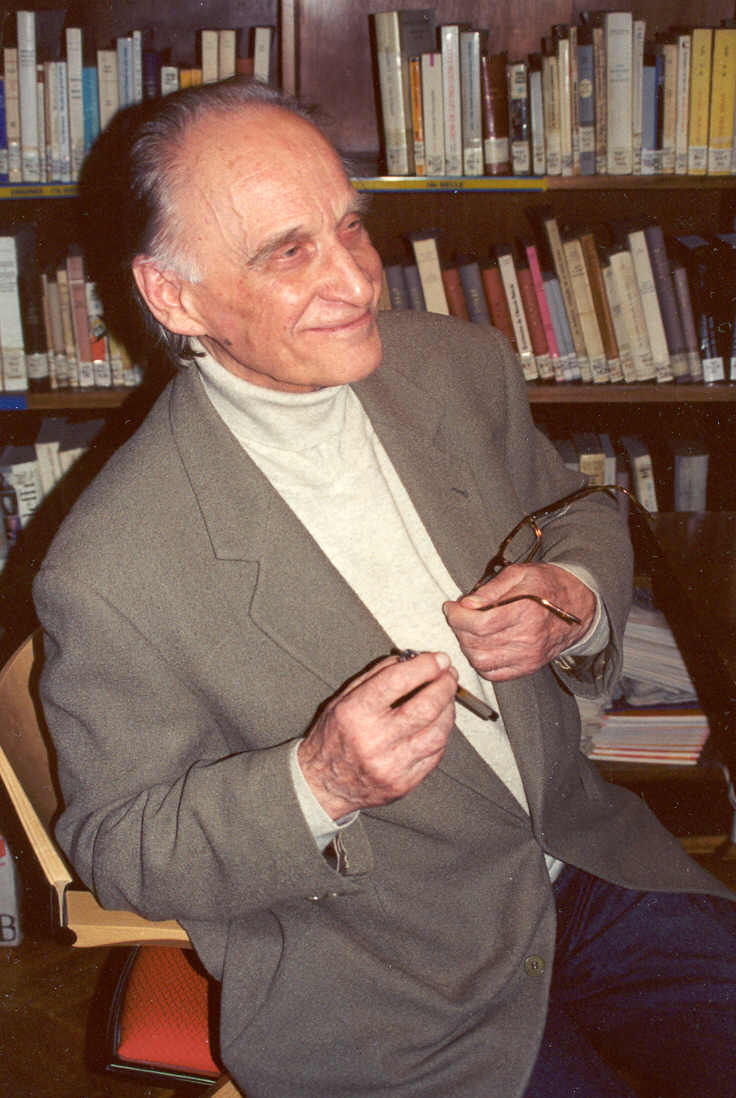
Іво Малек

Іво Малек (30 березня 1925, Загреб — 14 серпня 2019, Париж) — французький композитор, викладач музики, диригент. 

## Біографія
Іво Малек народився 30 березня 1925 року у Загребі. Він отримав низку нагород, включаючи Grand Prix National de Musique у 1992 році. Він жив у Франції з 1955 р. Викладав у Паризькій консерваторії з 1972 по 1990 рр., навчав таких композиторів як Едіт Канат де Шизі, Дені Дюфур, Філіп Хурель, Філіп Леру і Жерар Пессон.

## Творчість
Малек здобув міжнародну славу, його твори виконували симфонічні оркестри по всій Європі та Північній Америці.
Підхід Іво до композиції схожий з підходом Дениса Дюфура або Ксенакіса. Він акцентує на всіх аспектах звуку, включаючи фактуру, щільність, рух, тембр і особливо звуковий характер і форму та використання звукових об'єктів.

## Твори
- Klaviersonate, 1949
- Еспаргонія, 1951 рік
- Філософія, 1956 рік
- Mouvements en coloeurs, 1959
- Reflets, 1961
- Сігма, 1963 рік
- Мініатюри Льюїса Керролла, 1964 рік
- Lignes et Points, 1965
- Cantate pour elle, 1966
- Усно, 1967 рік
- Люміна, 1968 рік
- Luminétudes, 1968
- Брехав, 1969
- Додекамерон, 1970
- П’єріс, 1975 рік
- Triola ou Symphonie pour moi-même, 1977–78
- Вихідний, 1982
- Оттава басса, 1984
- Аттака, 1986 рік
- Артемісія, 1991 рік
- Доппіо Коро, 1993 рік
- Exempla, 1994
- Оттава Альта, 1995
- Sonoris causa, 1997
- Arc-en-cello, 2000